# 84e division d'infanterie (Allemagne)
Pour les articles homonymes, voir 84e division.
La  84e division d'infanterie  (en allemand : 84. Infanterie-Division ou 84. ID) est une des divisions d'infanterie de l'armée allemande (Wehrmacht) durant la Seconde Guerre mondiale.

## Création
La 84. Infanterie-Division est formée en février 1944 dans le cadre de la 25e vague de mobilisation.
Elle est capturée dans la poche de Falaise en France le 21 août 1944, puis est reformée en septembre 1944 et est finalement dissoute en mai 1945.

## Organisation

### Commandants
| Date                           | Grade           | Commandant       |
| ------------------------------ | --------------- | ---------------- |
| 10 février 1944 - 21 août 1944 | Generalleutnant | Erwin Menny      |
| 26 septembre 1944 - ? mai 1945 | Generalmajor    | Heinz Fiebig     |
| ? mai 1945 - ? mai 1945        | Oberst          | Siegfried Koßack |

## Théâtres d'opérations
- Pologne : Février 1944 - Mai 1944
- France : Mai 1944 - Août 1944
- Pays-Bas et Ouest de l'Allemagne : Septembre 1944 - Mai 1945

## Ordre de bataille
1944
- Grenadier-Regiment 1051
- Grenadier-Regiment 1052
- Artillerie-Regiment 184
- Pionier-Bataillon 184
- Panzerjäger-Abteilung 184
- Divisions-Füsilier-Bataillon 184
- Divisions-Nachrichten-Abteilung 184
- Divisions-Nachschubführer 184

Fin 1944
- Grenadier-Regiment 1051
- Grenadier-Regiment 1052
- Grenadier-Regiment 1062
- Artillerie-Regiment 184
- Pionier-Bataillon 184
- Feldersatz-Bataillon 184
- Panzerjäger-Abteilung 184
- Divisions-Füsilier-Bataillon 184
- Divisions-Nachrichten-Abteilung 184
- Divisions-Nachschubführer 184